# Gyrinophilus porphyriticus
Gyrinophilus porphyriticus é um anfíbio caudado da família Plethodontidae endémica dos Estados Unidos da América.